# Mosteiro Real de Santa Clara de Tordesilhas
O Mosteiro Real de Santa Clara de Tordesillas encontra-se situado em Tordesilhas, na província de Valladolid, sobre a margem do rio Douro, protegido pelas antigas muralhas da cidade.
Trata-se de um complexo de dependências em que se agrupam o mosteiro de monjas clarissas e as estâncias do antigo palácio, além das casas de banho árabes. Em sua origem foi um palácio mudejar, edificado sobre outro palácio árabe anterior, chamado Pelea de Benimerín e mandado construir pelo rei Afonso XI, em 1340, em comemoração da Batalha do Salado. A obra foi financiada com o despojo obtido na batalha.
Serviu de residência a Leonor de Gusmão, favorita de Afonso XI. Seu filho, Pedro I, cedeu-o, em 1363, a suas filhas Beatriz e Isabel, para que o convertessem num convento. Quando se fundou o convento teve de se pedida permissão à diocese de Palência, pois a cidade pertencia então a essa diocese.